# Soepstengel

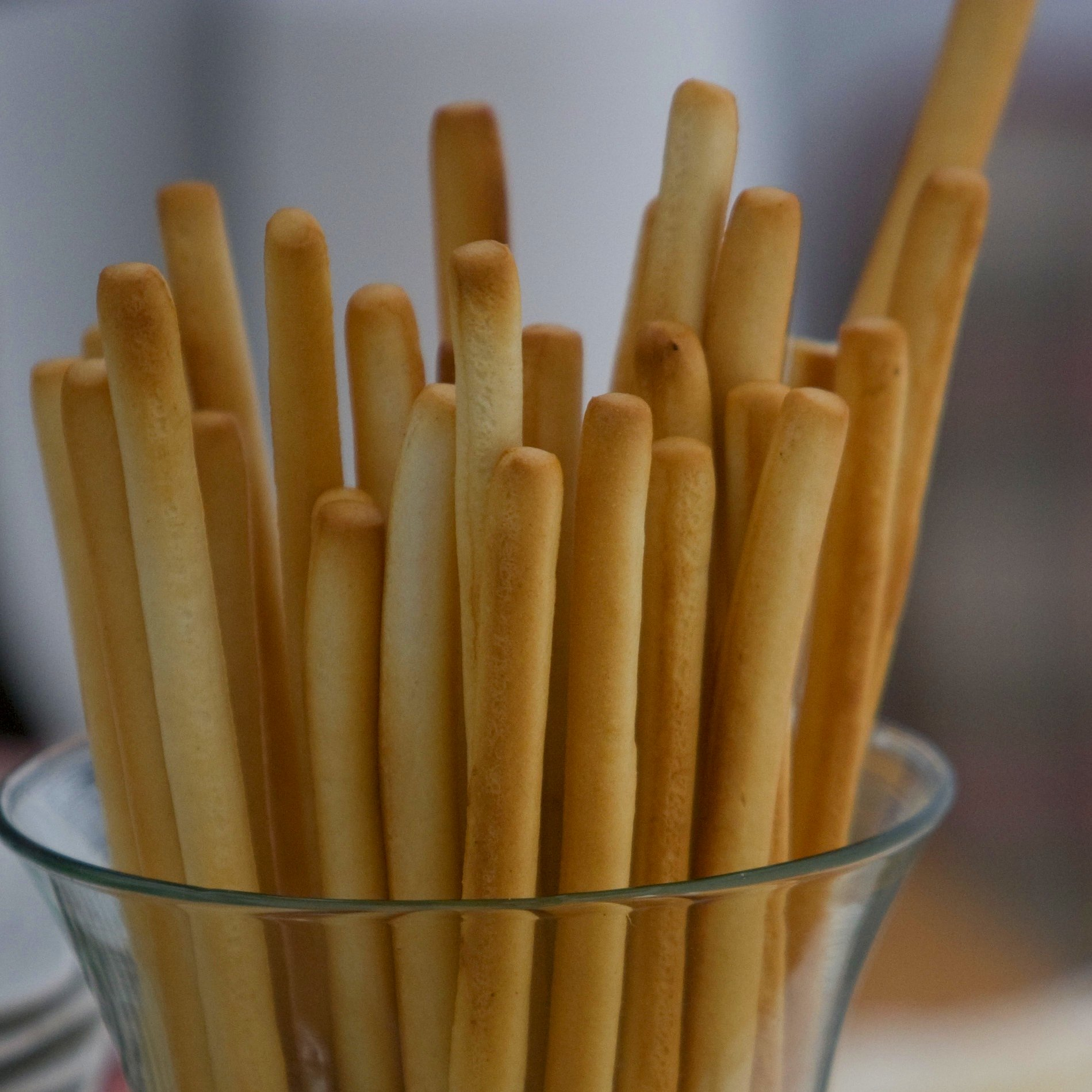
Soepstengels

Een soepstengel, broodstengel of grissino (meervoud: grissini) is een langwerpig stuk gebakken deeg ongeveer 15 mm in doorsnede. In restaurants worden soepstengels soms als voorafje gepresenteerd.
Soepstengels werden mogelijk al voor het eerst in de 14 eeuw in Italië gegeten. Volgens een andere overlevering werden ze pas in 1679 uitgevonden door een bakker in Lanzo Torinese.